# گشتات ام شیمزی
گشتات ام شیمزی (به آلمانی: Gstadt am Chiemsee) یک شهر در آلمان است که در بایرن واقع شده‌است.

## خصوصیات
گشتات ام شیمزی ۱۰٫۷۰ کیلومترمربع مساحت دارد ۵۳۸ متر بالاتر از سطح دریا واقع شده‌است.